# Джеремі Бентам
Дже́ремі Бе́нтам (англ. Jeremy Bentham; 15 лютого 1748 — 6 червня 1832) — англійський філософ і правознавець, засновник і очолювач філософської течії утилітаризму.

## Біографія
Народився в Лондоні 15 лютого 1748 року в родині адвоката. Був надзвичайно обдарованою дитиною, в 4 роки вже почав вивчати латину. Більшу частину дитинства провів у заміських будинках своїх двох бабусь. Навчаючись у Вестмінстерській школі, писав вірші грецькою та латинською мовами. В 1760 році вступив до Оксфордського королівського коледжу та випустився в 1763 році. Того ж року вступив до Лінкольнз інн, щоб вивчати право. В грудні 1763 року, послухавши лекцію сера Вільяма Блекстоуна в Оксфорді, Бентам сказав, що виявив там помилки. Поза навчанням праву Бентам виконував хімічні експерименти та міркував про теоретичні аспекти правових зловживань. Попри сподівання свого батька, який хотів аби син став лордом-канцлером, пішов працювати до адвокатури.
Перша книга Бентама, «Уривок про уряд», вийшла друком у 1776 році. Бентам критикував там погляди сера Вільяма Блекстоуна, а сама книга була написана ясним і лаконічним стилем, на відміну від пізніх робіт. Лорд Шелберн прочитав книгу та відвідав її автора в 1781 році. З того часу Бентам став частим гостем у домі Шелберна та взявся за розробку філософії покарань і винагород.
У 1785 році Бентам вирушив через Італію та Константинополь до свого брата Семюеля Бентама, котрий служив інженером збройних сил Російської імперії. В Росії Бентам написав книгу «Захист лихварства» (опубліковану в 1787). Це було його перше есе з економіки, представлене у формі серії листів із Росії, де Бентам показав себе учнем економіста Адама Сміта, хоча критикував його за недотримання власних принципів.
Після повернення до Англії в 1788 році, Бентам сподівався зробити політичну кар'єру, проте лишився розчарований починанням і зосередився на розробці законодавчих принципів. У цей час він сформулював «принцип корисності», за яким метою будь-якого законодавства має бути «найбільше щастя для найбільшої кількості людей».
Праці Бентама швидко здобули славу. В 1792 році йому надали громадянство Франції, і в подальшому шанобливо сприймали в кількох європейських країнах і Сполучених Штатах Америки. З багатьма видними діячами цих країн Бентам підтримував активне листування. Він також намагався сприяти розробці реальних законів у різних країнах, і створити «ідеальну в'язницю», «паноптикум», яка виправляла б злочинців за найменших зусиль з боку персоналу. Однак його намагання не увінчалися успіхом; і хоча він отримав 23 000 фунтів стерлінгів компенсації в 1813 році, проте втратив будь-яку віру в реформаторський запал політиків і чиновників.
У 1823 році він допоміг заснувати видання «Вестмінстерський огляд» для поширення принципів свого філософського радикалізму. Хоча Бентам був вихований як торі, але вплив політичної теорії Просвітництва вплинув на його демократичні погляди. Він зібрав навколо себе групу близьких друзів і учнів, таких як юрист Етьєн Дюмон і філософ Джеймс Мілль, батько Джона Стюарта Мілля. Його друзі значною мірою були укладачами його книг.
Помер 6 червня 1832 року в Лондоні.

## Ідеї
Під впливом емпіризму Френсіса Бекона і Джона Лока, Бентам вважав, що будь-яке знання походить від відчуттів. За його переконанням, мораль потрібно будувати на основі того, що можна спостерігати та перевіряти. Тому слова, ідеї та пропозиції повинні представляти або описувати «реальні сутності». Як писав Бентам, релігійні догми, що не можуть бути підтверджені спостереженням, не повинні визначати мораль. Він відкидав усі форми ідеалізму у філософії та наполягав на тому, що в принципі будь-яку матерію можна кількісно виміряти в математичних термінах. Бентам стверджував, що діяльність людини визначається болем і задоволенням. Як пояснював Бентам, задоволення є «єдиним благом», а біль «без винятку єдиним злом». Тому метою суспільства повинне бути максимальне задоволення для найбільшої кількості його учасників. Цим правилом слід керуватися при оцінці корисності вчинків. Вирішуючи, як діяти, людина повинна якомога краще прорахувати біль і задоволення, які, як розумно можна очікувати, отримають особи (включно з нею самою). Бентам визнавав, що для особи зазвичай неможливо точно оцінити наслідки своїх дій, проте вона може спиратися на запропоновані минулим досвідом тенденції.
Філософ розумів, що сформульований ним принцип «найбільшого щастя для найбільшої кількості людей» може використовуватися для виправдання страждань меншості. Проте він вважав хибним висновок, що меншістю можна пожертвувати для загального блага. Бентам пояснював: страждання меншості впливають на загальне середнє благо для суспільства, тому їх потрібно зменшувати.
Бентам був одним із перших мислителів, який обґрунтовував права тварин, пишучи, що принцип максимального задоволення поширюється і на них. Якщо тварина може страждати — то її страждання треба робити якомога меншим.
Бентам пропонував обмежити роль держави захистом приватної власності та очікуваного блага, обґрунтовуючи це тим, що втрата певного блага завжди створює більше болю, ніж придбання нового створює задоволення. Він відкидав реальність природних прав людини, називаючи їх «фікцією». Також критикував терміни «моральне почуття», «здоровий глузд», «закон розуму», «природна справедливість» і «природний капітал» як такі, що виражають почуття, а не реальні явища.
У правовій теорії Бентама цивільне і кримінальне право нерозривно пов'язані. Публічність є життєво необхідною, оскільки «що більша кількість членів цілої громади, яким було повідомлено про існування акту гноблення, то більша кількість тих, хто… не тільки може не підкорятися, але й чинити опір». Бентам пропонував створення публічного архіву записів дій влади, ліквідацію королівського патронату, значне розширення виборчих прав, щорічні вибори шляхом таємного голосування, обрання інтелектуально кваліфікованих і незалежних членів парламенту з системою штрафів для забезпечення регулярної відвідуваності засідань. Бентам вважав, що без цих реформ Британії загрожує революція. Він також виступав за загальне виборче право, проте вважав, що жінки не повинні його отримувати, поки цього не буде дозволено для всіх чоловіків.
На переконання філософа, в'язниці повинні бути самоокупними і слугувати для ізоляції та виправлення осіб, які шкодять суспільству. Там слід позбавляти злочинців волі, але не життя і здоров'я. Ув'язнених треба тримати в чистоті, а їхня праця повинна бути продуктивною та прибутковою, включаючи розвиток навичок, які могли б стати в пригоді їм після звільнення. Гарантуватиме це постійний, але непомітний нагляд за в'язнями, а за наглядачем в свою чергу повинна вільно наглядати громадськість. Зацікавленим представникам громадськості та членам парламенту мав бути гарантований вільний доступ до в'язниці. Правопорушення повинні класифікуватися виключно на основі заподіяної шкоди. З цієї причини Бентам зокрема виступав за те, що ніякі статеві стосунки не можуть бути засуджені, якщо здійснювалися за згодою всіх учасників.
В питаннях міжнародних відносин стояв на позиціях пацифізму: як і багато інших ліберальних мислителів початку XIX ст., Бентам засуджував агресивні і колоніальні війни, розробляв проєкти міжнародних організацій для попередження воєн, мирного вирішення міждержавних проблем.

## Критика
У своїх «Принципах політики, застосовної до всіх урядів» (1810) філософ Бенжамен Констан, який захоплювався оригінальністю Бентама та високо оцінював його внесок у політичну економію та кримінальне право, поставив під сумнів розпливчастість його концепції корисності. На його думку, корисність можна трактувати надто по-різному. Констан віддавав перевагу концепції природного права як філософській основі законів.
Письменник і критик Вільям Газліт, який деякий час був орендарем Бентама, висміював філософа за те, що той зводив закон до системи, а розум людини — до машини, відокремленої від духу. Він писав, що така філософія «непридатна ні для людини, ні для худоби».
Есеїст і історик Томас Карлейл резюмував у 1840 році принцип найбільшої користі як «філософію свині». Інші критики, як-от реформатори-віги Джеймс Макінтош і Томас Бабінгтон Маколей, висловлювали побоювання щодо применшення людської природи Бентамом. Англіканець Джон Коллз, свого часу секретар Бентама, перш ніж він прийняв сан, опублікував викриття свого колишнього роботодавця як егоїстичного та фанатичного підривника в книзі «Утилітаризм без масок» (1844).
Карл Маркс вважав утилітаризм поверхневою і ефемерною буржуазною ідеологією. Класицист Джон Мейор, інтуїціоністи, як-от Вільям Вевелл, та ідеалісти, як-от Томас Гілл Грін, Френсис Герберт Бредлі, Бернард Бозанкет та Девід Джордж Річі, критикували Бентама за грубий матеріалізм, відсутність духовного виміру людського життя. Вчений-юрист Генрі Мейн висловлював жаль з приводу його неспроможності оцінити історичну та еволюційну природу права; також він вказував на наївність віри Бентама в те, що неосвічені маси розумітимуть вигоду для себе правильно.
Прагматики, зокрема Вільям Джеймс і Джон Дьюї, визнавали цінність принципу найбільшої користі для розвитку лібералізму, але відкидали твердження, що вся мотивація людей може бути зведена до прагнення шукати насолоди й уникати болю. Вони розглядали це як принизливу відданість матеріалістичному індивідуалізму. Як і Джон Стюарт Мілль, прагматики відкидали ідею про те, що всю різноманітність благ можна виразити через середнє благо для суспільства.
У XXI столітті привернули увагу критичні погляди Бентама на раси та рабство, колоніалізм та імперіалізм, шлюб, розлучення, подружню зраду, дезертирство, сімейне насильство та сексуальну свободу.

## Праці

Захист лихварства, 1788

- Уривок про уряд (A fragment on government, 1776)
- Короткий огляд Декларації [Незалежності США] (Short Review of the Declaration, 1776)
- Вступ до принципів моралі та законодавства (An Introduction to the Principles of Morals and Legislation, 1780)
- Злочини проти самого себе (Offences Against One's Self, 1785)
- Паноптикум або Ревізійна палата (Panopticon or the Inspection-House, 1787)
- Захист лихварства (Defence of Usury, 1787)
- Есе про політичну тактику (Essay on Political Tactics, 1791)
- Анархічні помилки; при експертизі Декларації прав, виданої під час Французької революції (Anarchical Fallacies; Being an examination of the Declaration of Rights issued during the French Revolution, 1796)
- Трактати з цивільного і кримінального законодавства (Traités de législation civile et pénale, 1802)
- Покарання та винагороди (Punishments and Rewards, 1811)
- Паноптикум проти Нового Південного Уельсу: або Пенітенціарна система Паноптикуму, порівняння (Panopticon versus New South Wales: or, the Panopticon Penitentiary System, Compared, 1812)
- Захист лихварства; в листах до друга, до якого додано лист до Адама Сміта, есквайра, демонструючи некоректність чинних правових обмежень щодо умов грошових угод. Доктор права про знеохочення прогресу індустрії винахідництва, якому протистоять вищевказані обмеження (Defence of Usury; shewing the impolicy of the present legal restraints on the terms of pecuniary bargains in a letters to a friend to which is added a letter to Adam Smith, Esq. LL.D. on the discouragement opposed by the above restraints to the progress of inventive industry, 1816)
- Таблиця мотивацій (A Table of the Springs of Action, 1817)
- Не кляніться взагалі (Swear Not At All, 1817)
- План парламентської реформи, у формі катехизису з причинами до кожної статті, зі вступом, що показує необхідність і неадекватність помірної реформи (Plan of Parliamentary Reform, in the form of Catechism with Reasons for Each Article, with An Introduction shewing the Necessity and the Inadequacy of Moderate Reform, 1817)
- Англійська церква та її катехизис у розгляді (Church-of-Englandism and its Catechism Examined, 1818)
- Елементи мистецтва згуртування в застосуванні до спеціальних судів присяжних, зокрема у справах про наклеп (The Elements of the Art of Packing, as applied to special juries particularly in cases of libel law, 1821)
- Про свободу преси та публічну дискусію (On the Liberty of the Press, and Public Discussion, 1821)
- Вплив природної релігії на мирське щастя людства (The Influence of Natural Religion upon the Temporal Happiness of Mankind, 1822)
- Павло, але не Ісус (Not Paul But Jesus, 1823)
- Книга хиб із незакінчених робіт Джеремі Бентама (The Book of Fallacies from Unfinished Papers of Jeremy Bentham, 1824)
- Трактат про судові докази, витягнуті з рукописів Джеремі Бентама, есквайра (A Treatise on Judicial Evidence Extracted from the Manuscripts of Jeremy Bentham, Esq, 1825)
- Обґрунтування судових доказів, спеціально застосоване до англійської практики, витягнуте з рукописів Джеремі Бентама, есквайра. Том I (Rationale of Judicial Evidence, specially applied to English Practice, Extracted from the Manuscripts of Jeremy Bentham, Esq. I, 1827)
- Звільніть свої колонії! Звернено до національного конвенту Франції A° 1793, показуючи непотрібність і шкідливість віддаленої залежності від європейської держави (Emancipate Your Colonies! Addressed to the National Convention of France A° 1793, shewing the uselessness and mischievousness of distant dependencies to an European state, 1830)
- Деонтологія або наука про мораль 1 (Deontology or, The science of morality 1, 1834)

## Доля тіла після смерті

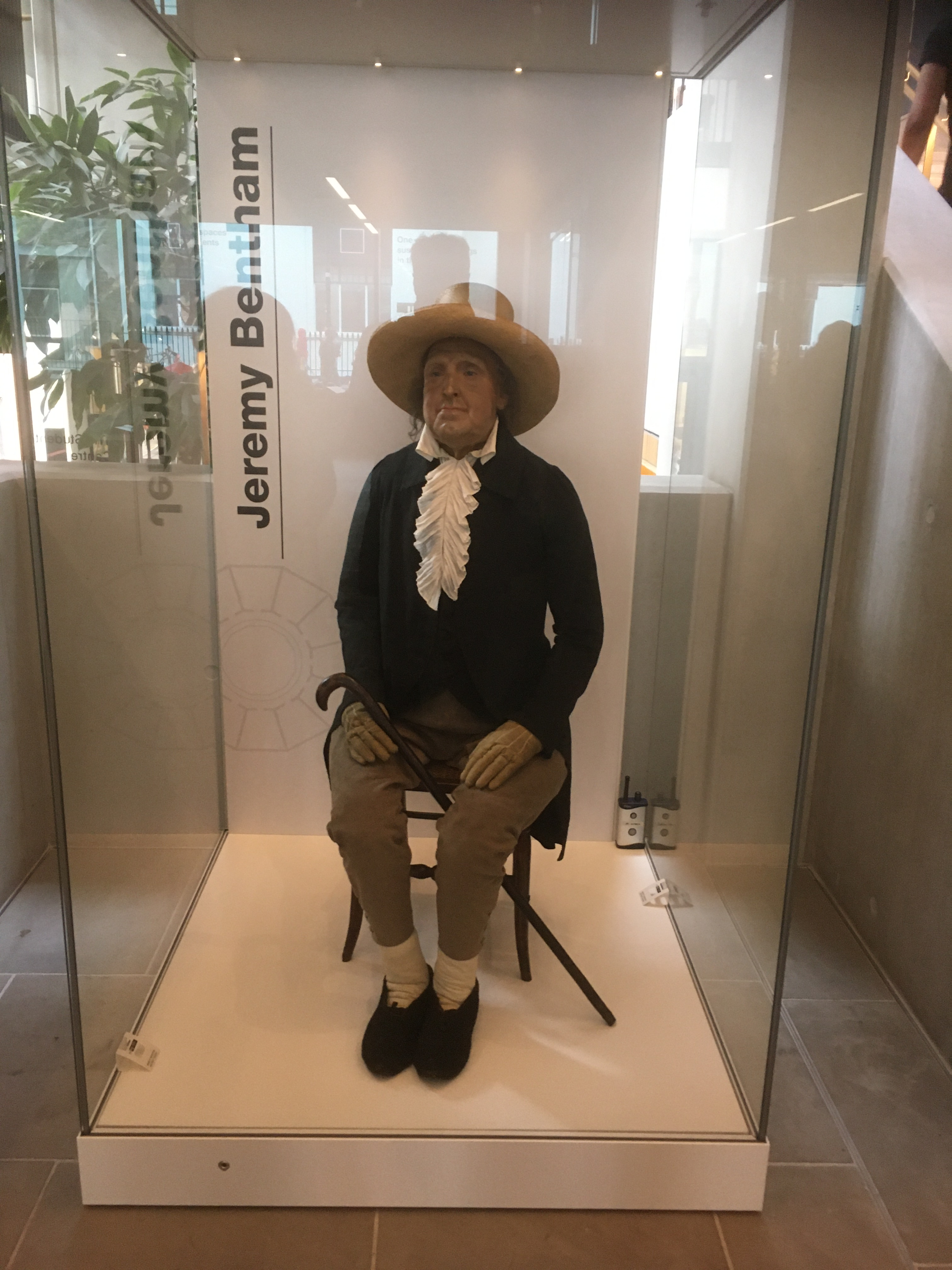
«Автоікона» Джеремі Бентама

Джеремі Бентам заповів не ховати його тіло після смерті, а виконати його публічний розтин і зберегти для огляду, щоб таким чином принести користь науці. Потім збережені голова та скелет мали бути знову зібрані, одягнені та виставлені «в тому стані, в якому я сиджу, коли займаюся роздумами та писанням». Бентам мав особливе прохання щодо голови, аби вона була збережена в стилі маорі. Але його друг, доктор Саутвуд Сміт, якому це було доручено виконати, не зумів зберегти голову в бажаному стані за допомогою сульфатної кислоти. Тому Сміт замовив воскову модель, яка встановлена на одягненому скелеті Бентама.
У 1850 році тіло філософа придбав Університетський коледж Лондона та згодом публічно виставив там. Муміфіковану голову спочатку поклали між ніг, потім зберігали в окремій коробці.
Тіло Бентама сам філософ пропонував називати «автоіконою» і заповіт відповідав його прижиттєвим поглядам. Бентам вважав, що коли він сам буде зображенням себе після смерті, то відпаде потреба в картинах, статуях тощо, оскільки «ідентичність є кращою, ніж подібність».
Голову викрали в 1975 році студенти з Королівського коледжу в Лондоні та вимагали за неї викуп у розмірі 100 фунтів стерлінгів. Коледж погодився заплатити викуп у розмірі 10 фунтів стерлінгів, і голову повернули.
У 1990-і голову Бентама знову викрали студенти з Королівського коледжу в Лондоні (за легендою, це ставалося кілька разів). У 2017 голову повернуто до Університетського коледжу Лондона. Відтоді вона схована в сейф Інституту археології коледжу.
Тіло виставляли в кінці Південного монастиря в головній будівлі коледжу до 2020 року, а потім — біля головного входу до Студентського центру в спеціальній скляній коробці. У 2013 році тіло Бентама було доставлено на засідання ради Університетського коледжу Лондона. Водночас існує стійкий міф, нібито тіло Бентама присутнє на всіх засіданнях ради.